# Mycalesis kamitugensis
Mycalesis kamitugensis är en fjärilsart som beskrevs av Abel Dufrane 1945. Mycalesis kamitugensis ingår i släktet Mycalesis och familjen praktfjärilar. Inga underarter finns listade i Catalogue of Life.